# Minutemen : Les Justiciers du temps
Pour les articles homonymes, voir Minutemen (homonymie).
Pour plus de détails, voir Fiche technique et Distribution.
Minutemen : Les Justiciers du temps est un téléfilm de la collection des Disney Channel Original Movie et diffusé pour la première fois en 2008.
Le personnage principal est incarné par Jason Dolley : (Cory est dans la place (Newton « Newt » Livingston III) et Bonne chance Charlie (Peter James "PJ" Duncan)).
L'un des personnages est incarné par Chelsea Staub (Jonas L.A. (Stella Malone)).

## Synopsis
Trois lycéens très peu populaires inventent une machine à voyager dans le temps qui leur permettra de changer leur statut social à l'école et de prévenir d'autres étudiants des mauvais tours humiliants que pourraient leur jouer les autres étudiants, d'où les "justiciers" du temps.

## Fiche technique
- Titre original : Minutemen
- Réalisation : Lev L. Spiro
- Scénario : John Killoran, David Diamond et David Weissman
- Musique : Nathan Wang
- Société de production et de distribution : Walt Disney Pictures
- Budget : 5 Millions de $
- Pays d’origine : États-Unis
- Langue : anglais
- Durée : 98 minutes
- Dates de diffusion : 
  - États-Unis : 25 janvier 2008
  - France :  avril 2008

## Distribution
- Jason Dolley (VF : Alexandre Nguyen) : Virgil Fox
- Luke Benward (VF : Gwenaël Sommier) : Charlie Tuttle
- Nicholas Braun (VF : Donald Reignoux) : Zeke Thompson
- Chelsea Staub (VF :  Kelly Marot) : Stephanie Jameson
- J. P. Manoux (VF :  Tanguy Goasdoué) : Vice Principal Tolkan
- Steven R. McQueen (VF : Yoann Sover) : Derek Beaugard
- Kara Crane (VF :  Fily Keita) : Jeanette Pachelewski
- Dexter Darden : Chester
- Kellie Cockrell : Jocelyn Lee
- Molly Jepson : Amy Fox

Doublage francophone
- Société de doublage : Dubbing Brothers France
- Direction artistique : Martine Meirhaeghe
- Adaptation des dialogues : Alexa Donda

Source : carton de doublage sur Disney+